# Polytrichum autranii
Polytrichum autranii är en bladmossart som beskrevs av Ferdinand François Gabriel Renauld och Jules Cardot 1894. Polytrichum autranii ingår i släktet björnmossor, och familjen Polytrichaceae. Inga underarter finns listade i Catalogue of Life.